# The Four Just Men (1939)
The Four Just Men is een politieke thriller uit 1939, gebaseerd op de gelijknamige roman van Edgar Wallace en geregisseerd door Walter Forde. De film werd in de Londense Ealing Studios opgenomen en gaat over een complot tegen het Britse Rijk, dat verhinderd wordt door een groep van vier spionnen, die meesters in vermommingen en ingenieuze sabotages zijn. Een ogenschijnlijk pacifistische politicus, Sir Hamar Ryman, blijkt een landverrader te zijn en moet door de ‘vier rechtvaardige mannen’ uitgeschakeld worden. Aan het begin van de Tweede Wereldoorlog had de prent een hoge actualiteitswaarde: The Four Just Men eindigt met een oproep om Nazi-Duitsland te verslaan. De censuuroverheid gaf de film vrij voor een volwassen publiek.
In de jaren 60 werd op basis van dezelfde roman een televisieserie gemaakt.

## Verhaal
De film begint in 1938 in een Duitse gevangenis in Regensberg, waarmee misschien Regensburg bedoeld wordt (aangezien Regensberg in Zwitserland ligt). Het is de dag waarop een Engelse gevangene genaamd Terry terechtgesteld moet worden. Terry communiceert met een medegevangene door met een lepel op de buizen te slaan. Terry wordt net op tijd gered door zijn medestander Humphrey, die zich als een hooggeplaatste officier vermomd heeft en hem uit de gevangenis smokkelt.
De vier rechtvaardige mannen zijn herenigd: Terry vertelt dat zijn medegedetineerde hem verklapte dat de leider van de operaties in het Midden-Oosten een tapijtverkoper genaamd Luri Bey is en dat een functionaris op het Ministerie van Buitenlandse Zaken informatie lekt. Misschien is het Hastings; die is onlangs getrouwd met een jonge, extravagante vrouw. De vier besluiten het werk te verdelen. Terry, die Arabisch spreekt, trekt naar het Midden-Oosten om Luri Bey op te sporen.
Het nieuws van de spectaculaire ontsnapping in Duitsland staat in alle krantenkoppen. De vier hebben ook in Amerika opzienbarende misdaden verijdeld. Tijdens een debat in het Britse Lagerhuis verklaart Sir Hamar Ryman dat het zijns inziens buitengewoon verwerpelijk is, een bende criminelen zo te verheerlijken.
Op de redactie van het blad Daily Sun hengelt Anne bij haar hoofdredacteur, B. J. Burrell, naar een opdracht in de misdaadverslaggeving; ze is het beu, steeds maar naar modeshows gestuurd te worden en vindt dat haar collega’s bevooroordeeld jegens haar zijn omdat ze een vrouw is. In plaats daarvan stuurt B. J. haar naar een voorstelling van een nieuwe kledingcollectie bij La Maison Poiccard, dat nieuwe jurken aan Lady Woolford presenteert. Wat ze niet weten, is dat modeontwerper Poiccard een van de vier rechtvaardige mannen is. Zijn collega James Brodie, een bekende toneelregisseur, is ook op de show aanwezig om vertrouwelijke informatie met hem uit te wisselen. Humphrey, ook een lid van het viertal, spioneert momenteel in het Lagerhuis. Hij treedt die avond in een voorstelling van Othello op, geregisseerd door Brodie.
Bij haar vertrek uit het parlement gooit de vrouw van Hasting, Myra, vanuit een taxi een lippenstift op de grond waarin ze een kattebelletje met een geheim bericht verborgen heeft. Deze lippenstift wordt door een andere spion opgeraapt, die een informant van Poiccard is. Poiccard ontvangt Myra Hastings op zijn modeshow en tijdens een moment waarop haar aandacht is afgeleid, doorzoekt Brodie haar handtas, waarin een appartementssleutel met het nummer 78 zit. ’s Avonds na de voorstelling van Othello overtuigt Brodie de hoofdredacteur van de Daily Sun om Anne een opdracht in de misdaadjournalistiek te geven. Hij vraagt haar tevens uit eten.
Humphrey — die immers een getalenteerd acteur is — vermomt zich als een inspecteur van Scotland Yard en gaat Myra Hastings opzoeken, met de bedoeling haar ongerust te maken. Hij waarschuwt haar dat alle banktransacties van het gehele huishouden onderzocht zullen worden. Daadwerkelijk wordt Myra bang; ze belt echter niet haar man, maar haar minnaar, Frank Snell, die de bron van de informatielekken blijkt te zijn. Tijdens hun gesprek die avond, in de flat met nummer 78, dreigt ze ermee haar man op de hoogte te brengen. Frank saboteert de lift in het appartementsgebouw en vermoordt haar door haar in de liftschacht te laten vallen.
Anne krijgt van B. J. de opdracht, een artikel over de zaak te schrijven. Ze kan het lijk ter plekke identificeren, want ze herkent het als Myra Hastings. Terwijl de politie onderweg naar de flat is, is James Brodie net bezig, alles te doorzoeken. Hij moet zich in een kast verbergen. Wanneer de politie vertrokken is, ontdekt Anne Brodie. Hij stelt haar een sensationele reportage in het vooruitzicht, op voorwaarde dat ze de politie niet inlicht.
Een menigte verzamelt zich om een podium van de verkiezingskandidaat Digby Thornton. Sir Hamar Ryman steunt deze kandidaat en spreekt de volksmassa toe. Hij is sterk gekant tegen de herbewapening van het Verenigd Koninkrijk. Frank Snell bevindt zich onder de menigte, en overhandigt Ryman een briefje. Poiccard is hem echter gevolgd en koopt een zakkenroller om, om het podium te beklimmen en het briefje uit Rymans zak te vissen. Daarop staat: „Situatie kritiek. M. H. verwijderd. Moet u onmiddellijk in 39 ontmoeten.” Poiccard begrijpt dat Snell in opdracht van Sir Ryman handelt. Vervolgens betaalt Poiccard de zakkenroller nog wat extra om het briefje weer in Rymans zak te steken.
In het appartement van Poiccard heeft Anne Lodge naar de verklaringen van James en Humphrey geluisterd, maar is niet bevredigd. James en Humphrey beweren dat ze leden van de geheime dienst zijn. Anne wil een sensationeel krantenartikel schrijven; er zit niets anders op dan haar in een opbergkamer op te sluiten. Poiccard arriveert en vertelt hun dat Ryman het brein achter de informatielekken is: hij is een populaire figuur en staat als een grote patriot bekend, doch is in feite een landverrader. Dan belt Terry vanuit Rome, met het nieuws dat hij onmiddellijk naar Engeland zal terugkeren, omdat ze hem op de hielen zitten. Morgen wordt het stoomschip Marie Louise in het Suezkanaal tot zinken gebracht, hetgeen een oorlog zal inluiden. De telefoonlijn wordt doorgeknipt en iemand schiet op de telefooncel.
In de studeerkamer van Sir Ryman wordt een codebericht ontvangen: Terry is uit het Midden-Oosten ontsnapt en moet gestopt worden. Op dat moment krijgt Ryman echter een dreigtelefoon van de vier rechtvaardige mannen. Ze geven hem een laatste kans om de Marie Louise uit het Suezkanaal te houden en verbieden hem het debat in het Lagerhuis bij te wonen. Indien de Marie Louise toch tot zinken wordt gebracht, zal Ryman onmiddellijk sterven.
De volgende ochtend is Terry in Victoria Station aangekomen, alwaar Frank Snell met de scherpe rand van een koffer tegen hem botst en hem een kras op de hand geeft. Er zat vergif op de koffer, en tijdens de taxirit naar Poiccard wordt Terry steeds zieker. Wanneer hij in de flat van Poiccard aankomt, is James net eten gaan halen voor Anne, die nog steeds in de opbergkamer is opgesloten. Hij bevrijdt haar en zakt in een sofa. Met zijn laatste krachten vertelt hij dat het Suezkanaal geblokkeerd zal worden en dat er een complot voorbereid wordt om binnen vijf dagen de olieleidingen in het Midden-Oosten te verbreken: dat betekent het einde van het Britse Rijk. Er staan duizenden oorlogsvliegtuigen klaar om Malta, Cyprus en Irak te bombarderen. Hij geeft haar een strategische kaart met de datums van de geplande aanvallen. Snell is het appartement binnengeslopen, houdt Anne onder schot en ontfutselt haar de kaart. Terry heeft echter nog net kracht genoeg om Snell dood te schieten, en net op dat moment komt James terug. Terry sterft aan de vergiftiging.
Ryman negeert het ultimatum van de vier rechtvaardige mannen en brengt de Marie Louise tot zinken, waardoor het Suezkanaal geblokkeerd wordt. De vier besluiten Ryman te doden; het moet echter voldoende lang geheim blijven, zodat het complot nog aan het publiek bekendgemaakt kan worden. De beste manier om dit te verwezenlijken, is een dubbelganger naar het parlement te sturen: Humphrey moet zich als Ryman vermommen. Als waarschuwing leggen ze het lijk van Snell op het bureau in Rymans studeerkamer.
Humphrey vermomt zich als een man van de watermaatschappij. Rymans huis is zwaarbewaakt, en hij wordt in de badkamer opgesloten. Humphrey sluit een elektrische kabel aan op de metalen handleuning aan Rymans bad. In de tussentijd heeft de commissaris die Ryman moet beschermen, besloten om het nieuws van het dreigement van de vier rechtvaardige mannen via de BBC in de openbaarheid te brengen. James begrijpt onmiddellijk dat Anne, die de moord op Snell met eigen ogen gezien heeft in Poiccards appartement, nu doorheeft dat zij de vier rechtvaardige mannen zijn. Hij ijlt onverwijld naar de redactie van de Daily Sun en neemt Anne mee. Tijdens de autorit vertelt hij haar de waarheid en verklaart haar zijn liefde.
’s Avonds gaat Ryman, zoals iedere avond, om half zeven in bad. Een enorme politie-escorte bewaakt zijn huis en de gehele straat. Intussen heeft Humphrey zich als Ryman vermomd en begeeft zich naar het Lagerhuis. Hij vertelt de politieagenten aldaar dat hij langs de achterdeur naar buiten is geslopen en te voet naar het parlement is getrokken. Wanneer hij de debatkamer betreedt, krijgt hij een spontaan applaus, want het hele land dacht dat Ryman de avond niet zou overleven. Humphrey, vermomd als Ryman, geeft een toespraak waarin hij de samenzwering tegen het Britse Rijk uit de doeken doet.
De politie in Rymans huis ontdekt zijn lijk in het bad. Inspecteur Falmouth vertrekt onmiddellijk naar het parlement om te beletten dat de dubbelganger het Lagerhuis verlaat, maar onderweg botst Anne opzettelijk tegen de politiewagen. De inspecteur moet een taxi roepen, die echter door James bestuurd wordt. Hij rijdt opzettelijk zo langzaam mogelijk. Tijdens de toespraak in het parlement sijpelt het nieuws binnen dat de Britse olieraffinaderijen in het Midden-Oosten zijn opgeblazen. Er breekt grote consternatie uit.
De film eindigt met Humphrey, James, Poiccard en Anne die naar de radio luisteren. Er worden beelden getoond van marcherende nazi’s en Adolf Hitler. Dit hebben de vier rechtvaardige mannen niet kunnen voorkomen. Maar Winston Churchill en het Britse Gemenebest hebben een kans om de wereld te tonen dat de vrijheid nog niet overwonnen is.

## Rolverdeling
| Acteur              | Personage           |
| ------------------- | ------------------- |
| Hugh Sinclair       | Humphrey Mansfield  |
| Griffith Jones      | James Brodie        |
| Francis L. Sullivan | Léon Poiccard       |
| Frank Lawton        | James Terry         |
| Anna Lee            | Anne Lodge          |
| Alan Napier         | Sir Hamar Ryman     |
| Basil Sydney        | Frank Snell         |
| Lydia Sherwood      | Myra Hastings       |
| Edward Chapman      | B. J. Burrell       |
| Athole Stewart      | commissaris         |
| George Merritt      | inspecteur Falmouth |
| Arthur Hambling     | Benham              |
| Garry Marsh         | journalist          |
| Ellaline Terriss    | Lady Woolford       |
| Percy Walsh         | gevangenisdirecteur |
| Roland Pertwee      | mijnheer Hastings   |
| Eliot Makeham       | Simmonds            |